# Municipio de Preston (Illinois)
El municipio de Preston (en inglés: Preston Township) es un municipio ubicado en el condado de Richland en el estado estadounidense de Illinois. En el año 2010 tenía una población de 1247 habitantes y una densidad poblacional de 11,59 personas por km².

## Geografía
El municipio de Preston se encuentra ubicado en las coordenadas 38°48′33″N 88°5′19″O / 38.80917, -88.08861. Según la Oficina del Censo de los Estados Unidos, el municipio tiene una superficie total de 107.56 km², de la cual 105,49 km² corresponden a tierra firme y (1,92 %) 2,07 km² es agua.

## Demografía
Según el censo de 2010, había 1247 personas residiendo en el municipio de Preston. La densidad de población era de 11,59 hab./km². De los 1247 habitantes, el municipio de Preston estaba compuesto por el 98,24 % blancos, el 0,08 % eran afroamericanos, el 0,32 % eran amerindios, el 0,24 % eran asiáticos, el 0,16 % eran de otras razas y el 0,96 % eran de una mezcla de razas. Del total de la población el 0,48 % eran hispanos o latinos de cualquier raza.